# St. Bartholomäus (Fehlheim)

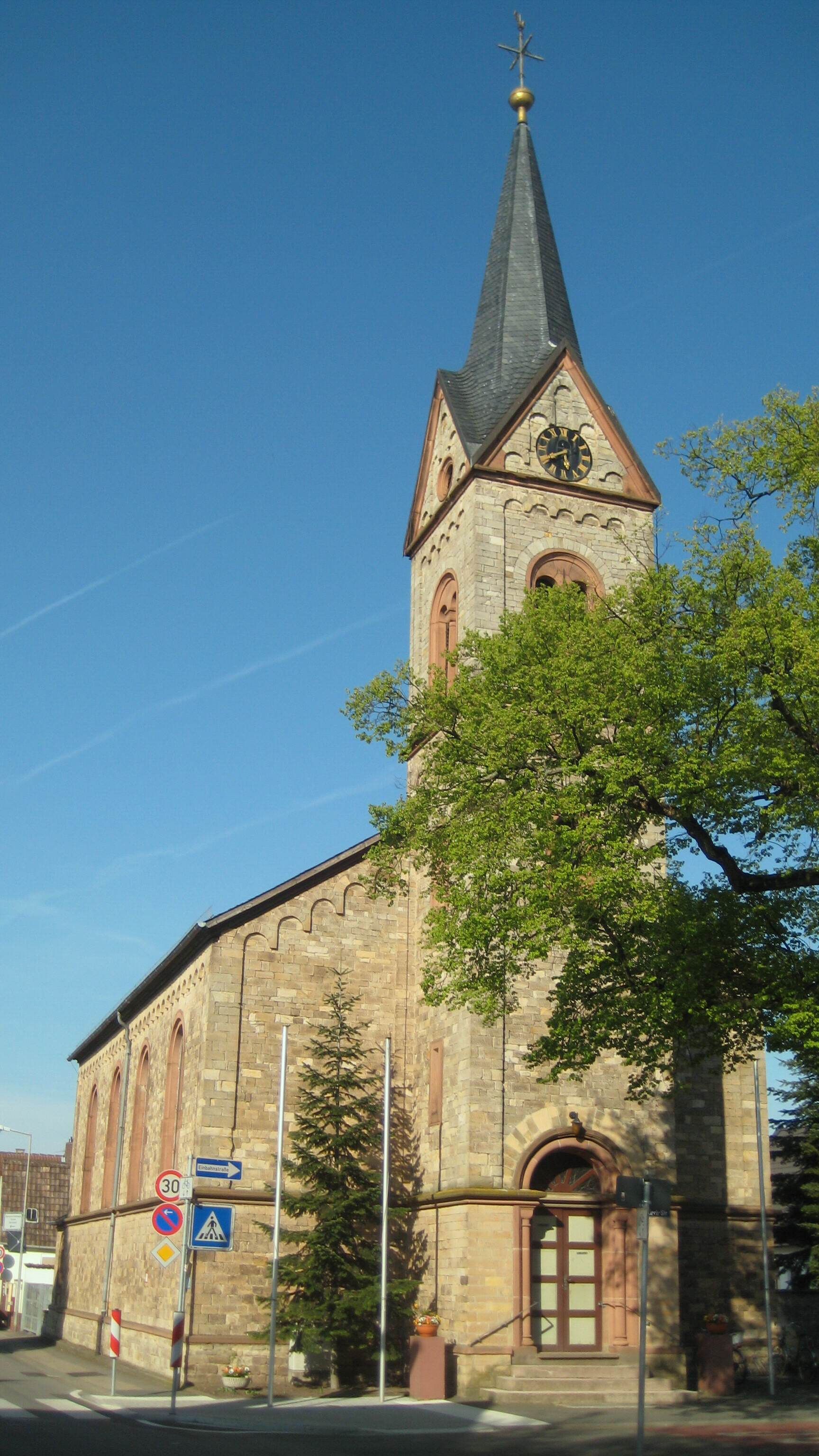
St. Bartholomäus (Fehlheim)

Die römisch-katholische, denkmalgeschützte Kirche St. Bartholomäus steht in Fehlheim, einem Stadtteil von Bensheim im Landkreis Bergstraße in Hessen. Die Kirchengemeinde gehört zur Großpfarrei Heilig Geist an der Bergstraße in der Region Südhessen des Bistums Mainz.

## Beschreibung
Die neuromanische Saalkirche aus Quadermauerwerk wurde 1843/1844 nach einem Entwurf des ehemaligen Bensheimer Kreisbaumeisters Michael Mittermayer im Rundbogenstil gebaut. Dem Kirchenschiff aus vier Achsen ist im Südwesten ein hoher, quadratischer, mit Lisenen an den Ecken und einem Bogenfries gegliederter Kirchturm vorgelagert, der mit einem achtseitigen, schiefergedeckten, spitzen Helm zwischen den mit Blenden versehenen Giebeln bedeckt ist. Sein oberstes Geschoss beherbergt hinter den als Biforien gestalteten Klangarkaden den Glockenstuhl. Der eingezogene, dreiseitig geschlossene Chor wird von einer kleinen Kapelle und der Sakristei gerahmt. Unter den Bogenfenstern des Kirchenschiffs verläuft ein Gurtgesims, das auch das rundbogige, von Säulen bestimmte Gewände des Portals im Turm durchschneidet. Unter der Dachtraufe des Kirchenschiffs, das mit einem flachen Satteldach bedeckt ist, verläuft ein Bogenfries. 
Der Innenraum des Kirchenschiffs ist mit einer Flachdecke überspannt. Er öffnet sich zum Chor mit einem Triumphbogen. Der Hochaltar aus Granit wurde erst 1948 errichtet. Er wird flankiert von den Statuen des Bartholomäus und des Sebastian aus der zweiten Hälfte des 18. Jahrhunderts. Vier weitere Statuen, die ursprünglich den Hochaltar der Wallfahrtskirche St. Hildegard (Eibingen) schmückten und vorübergehend in die Rochuskapelle Bingen gelangten, wurden 1889 aufgestellt. Es handelt sich u. a. um Johannes den Täufer. Auf der Empore über dem Eingang steht die Orgel. Das Taufbecken stammt aus der Erbauungszeit der Kirche.